# CNN International
CNN International (CNNi, numit simplu la difuzare ca CNN) este un post de televiziune internațional care transmite știri 24/24. Este deținut de Warner Bros. Discovery prin CNN Worldwide. Acesta emite din 2 locuri: Time Warner Center din New York și CNN Center din Atlanta. Dar acesta nu emite din Statele Unite mai emite și din Londra, Mumbai, Hong Kong și Abu Dhabi.

## Istorie
CNN International a fost lansat la data de 1 septembrie 1985 de Ted Turner. Acesta emitea pentru început călătorii de afaceri în hoteluri.
Primul studio al postului se află în CNN Center, unde se află și în ziua de astăzi.
Majoritatea programelor din rețea a constat simulcasturi ale celor două posturi naționale, CNN și HLN. În 1990, audiența lor a crescut semnificativ, iar în 1994 un nou complex de știrii și studiouri au fost făcute pentru a concura cu BBC World.
Versiunea HD a postului a fost lansat în data de septembrie 2012.